# Curt Nimuendajú
Curt Nimuendajú, nascido Curt Unckel (Jena, 17 de abril de 1883 – Santa Rita, 10 de dezembro de 1945) foi um etnólogo de origem alemã que percorreu o Brasil em meio aos índios por mais de quarenta anos. Quando jovem, foi aprendiz na fábrica de lentes Zeiss na Alemanha. Seus trabalhos foram destruídos no incêndio do museu nacional que aconteceu em 2018, que não só destruiu itens de valor histórico e cultural para o Brasil e para a Alemanha como também para diferentes culturas e países, visto que peças gregas, etruscas e egípcias foram destruídas junto ao incêndio no Museu Nacional, por mais que muitas obras etnológicas de Curt Nimuendajú foram digitalizadas antes do incêndio para estarem preservadas.

## O nome "Nimuendajú"
Nascido Curt Unckel em 1883, naturalizou-se em 1921 com o nome de Curt Nimuendajú, nome dado pela comunidade indígena Apapokuva-Guarani em 1906 e que significa "fazer moradia". Na cultura Apapokuva-Guarani, o nome é muito significante para cada um de seus membros, pois não é apenas a forma de chamar alguém. Cada membro da tribo "é o próprio nome", portanto, o significado de Nimuendajú faz ainda mais sentido por este ponto de vista. Segundo Aryon Rodrigues, a etimologia do nome "Nimuendajú" é:

"No dialeto Guaraní dos Apapokúva, que é o mesmo mais recentemente chamado no Brasil (desde os trabalhos de Egon Schaden) de Nhandéva (no Paraguai é Chiripá), o nome Nimuendajú tem a seguinte constituição:
ni-: prefixo reflexivo,
mu-: prefixo causativo,
-en: um dos alomorfes do verbo 'estar sentado',
-a ~ -av: sufixo nominalizador de circunstância,
ju [dʒu] 'amarelo' (tema descritivo, que metaforicamente parece significar também 'brilhante', 'respeitável', e que é acrescentado a nomes de pessoas).
A ordem das derivações é a seguinte:
-ena(v) 'lugar de estar sentado, ou estabelecido, assentamento',
muena [muenda] 'fazer assentamento',
nimuena [nimuenda] 'fazer assentamento para si mesmo',
nimuenaju [nimuendadʒu] 'o que fez seu assento, o que se estabeleceu'."

## Vida
Curt Unckel nasceu em Jena, na Alemanha, em 17 de abril de 1883. Filho de Julius Friedrich Gottlieb Unckel e Marie Unckel.
Seu pai, um comerciante, faleceu cerca de um ano após o nascimento de Curt, devido a uma viagem realizada a Moscou, na Rússia. Depois de um tempo, sua mãe também faleceu, o que fez com que ele fosse criado pela avó materna, Louise Weber. Após a morte da avó, Curt passa a morar com a sua tia materna, Berta Weber, irmã de Marie Unckel.
Desde cedo, demonstrou interesse pelas florestas, suas lendas e tradições. Após o ensino secundário, passou a trabalhar como mecânico ótico na fábrica Zeiss, onde aproveitava para estudar mapas e, na biblioteca da fábrica, adquirir conhecimento sobre os índios na América do Norte e do Sul. Lá, ele trabalhou por 4 anos.
Em 1903, com a ajuda de sua meia-irmã, filha de sua mãe no primeiro casamento, mudou-se para o Brasil sem ter frequentado uma universidade. Ele viveu em São Paulo e, a partir de 1913, em Belém do Pará.

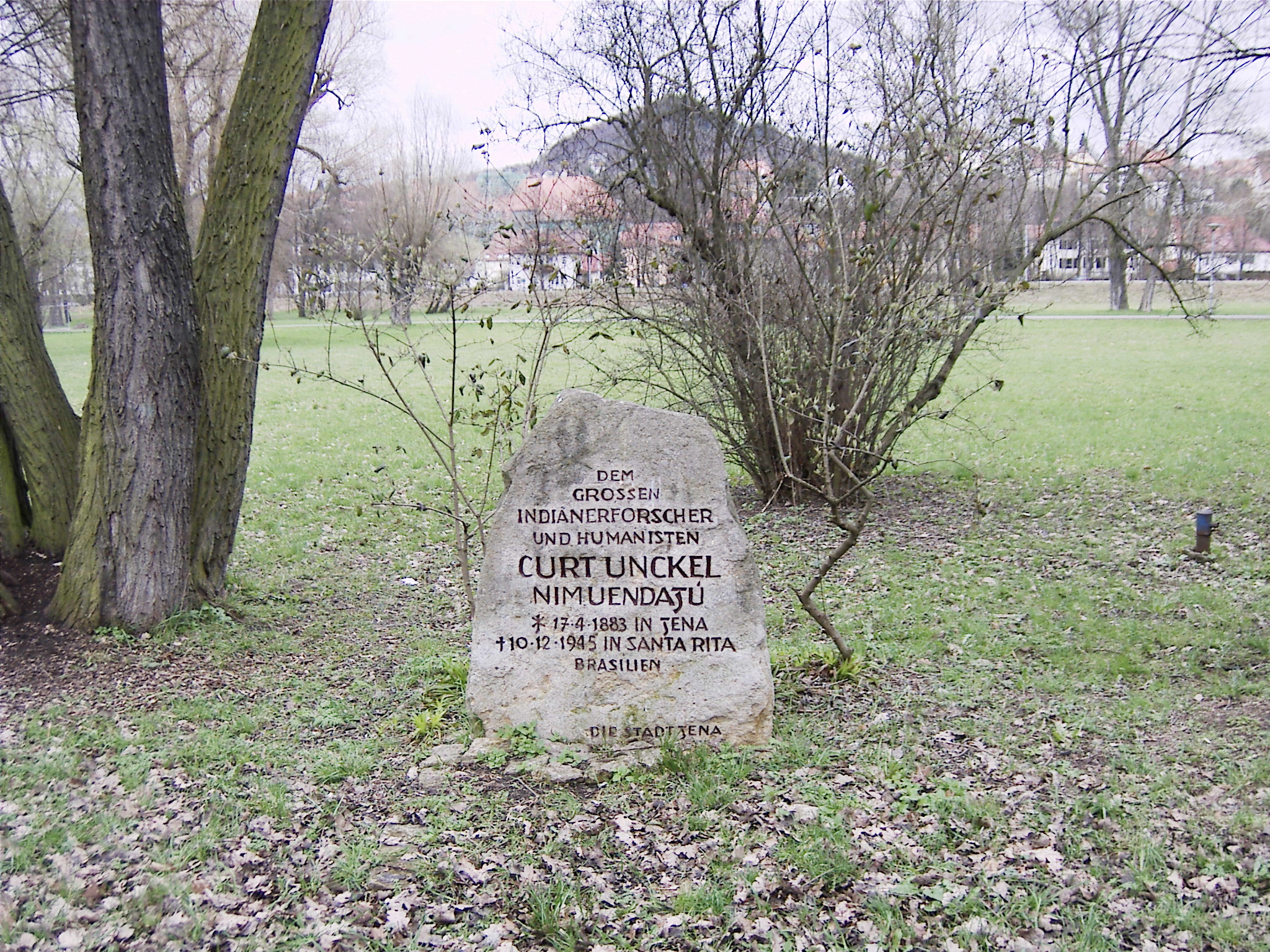
Estela em sua homenagem, em seu local de nascimento

Conviveu com um grande número de etnias indígenas, de várias regiões do Brasil, além de manter um constante diálogo americanista que surgia nos museus de etnologia da Europa e Estados Unidos e com outros etnólogos americanistas como Alfred Métraux, Julian Steward e Robert Lowie.

### Mudança ao Brasil e expedições
Não é sabido, ao certo, onde Curt Unckel desembarcou no Brasil, mas o grande número de imigrantes alemães que desembarcaram no Rio de Janeiro durante a mesma época, leva pesquisadores a acreditarem que o mesmo aconteceu com Unckel.
Em uma carta datada em 6 de janeiro de 1904, enviada ao amigo Walter Habel, Curt Unckel contou sobre sua primeira expedição no Brasil, sem dar muitos detalhes. Nela, contou que teve que abandonar a expedição, devido ao "calor estorricante e da dor nos olhos, provocada pela luz deslumbrante no chão sem vegetação, que não deixa ver mais nada”.
Em 1905, o etnólogo conheceu a tribo Guarani, no oeste do Estado de São Paulo. Ele revelou, mais tarde, que conviveu com os índios por cerca de 2 anos, com poucas interrupções. Durante este período, após cerca de um ano morando com os Apokokuva-Guarani, Unckel foi adotado como filho do cacique e pajé Avacauju, também identificado como Joguyroquy nos registros do etnólogo.
Seu batismo indígena, aquele que o deixou conhecido como Curt Nimuendajú, aconteceu na noite do dia 14 de julho de 1906. Sobre o batismo, ele contou que a noite era "luarenta e fria". Perto da meia-noite do dia 15 de julho, mulheres e crianças teriam entrado em uma casinha, onde deram início às danças e cantorias tradicionais para a ocasião. Após as crianças dormirem e as mulheres continuarem cantando e dançando, perto do amanhecer, Curt foi chamado para entrar na casinha, onde encontrou Avacauju. Este começou a cantar, acompanhado por um chocalho, enquanto umedecia o etnólogo com água retirada de uma cuia. Após repetir as mesmas ações pela segunda vez, Avacauju anunciou o batismo de Curt Unckel, e também o nome indígena Nimuendajú. Oficialmente, ele tornara-se o filho adotivo do casal Apokokuva-Guarani Joguyroguý e sua esposa, Nimõa.
Curiosamente, Nimuendajú não foi o primeiro alemão a fazer parte dos Guarani. Sua tia Apopokuva havia se casado com um alemão anteriormente, Georg Grütken, tendo mudado seu nome para Amélia Niapery Grütken.
Vivendo como um membro da comunidade indígena, Curt Nimuendajú vivenciou a perseguição sofrida pela tribo Apokokuva-Guarani, o que causava morte e destruição. O debate sobre a situação dos índios fica ainda mais acalorado a partir de 1908. A principal discussão é sobre exterminar os indígenas ou protegê-los das explorações ocorridas em suas terras. A situação atinge o estopim após a publicação de um documento do zoólogo alemão Hermann von Ihering, no qual o autor usa a expressão "extermínio de índios", ao classificar os “índios mansos” e “índios bravios”. Curt Nimuendajú se mostra totalmente contrário ao comentário de seu conterrâneo, inclusive tendo publicado um artigo no jornal alemão Deutsche Zeitung, em novembro de 1908, argumentando que as propostas de Hermann von Ihering eram impraticáveis.
A partir de 1913, Nimuendajú passou a viajar a outros locais do Brasil com o objetivo de fazer pesquisas de campo sobre diferentes tribos indígenas. Ao todos, foram estudadas mais de 20 tribos, em diversas regiões do país.
| Anos      | Regiões                                          | Tribos                                                     |
| --------- | ------------------------------------------------ | ---------------------------------------------------------- |
| 1905–1908 | Oeste de São Paulo                               | Guarani, Kaingáng                                          |
| 1909      | Oeste de São Paulo, Sul de Mato Grosso           | Guarani, Kaingáng, Ofayé, Otí, Terena                      |
| 1910      | Oeste de São Paulo                               | Guarani, Kaingáng                                          |
| 1911      | Oeste e litoral de São Paulo                     | Guarani, Kaingáng                                          |
| 1912      | Oeste e litoral de São Paulo                     | Guarani, Kaingáng, Kaiguá                                  |
| 1913      | Sul de Mato Grosso                               | Ofayé, Guarani, Kaingáng                                   |
| 1914–1915 | Gurupi                                           | Tembé, Timbira, Urubu                                      |
| 1915–1916 | Missão Santo Antonio do Prata                    | Tembé                                                      |
| 1916–1919 | Xingu, Iriri, Curuá                              | Juruna, Xipaya, Arara, Kaypó                               |
| 1920      | Litoral do Pará                                  |                                                            |
| 1921      | Oiapoques                                        |                                                            |
| 1921–1923 | Rio Madeira                                      | Parintintin, Mura, Piranhã, Tóra, Matanawi                 |
| 1922      | Ilha de Marajó                                   | Escavações                                                 |
| 1923      | Tapajós, Mariacuã, Maué, Guiana, Marajó, Caviana | Escavações Escavações                                      |
| 1924–1925 | Tapajós, Trombetas, Jamundá, Caviana             | Escavações                                                 |
| 1925      | Oiapoque                                         | Escavações — Palikur, Índios do Uaçá                       |
| 1926      | Afluentes do Amazonas, Madeira, Autaz Tocantins  | Escavações — Mura, Mundurukú Escavações                    |
| 1927      | Rio Negro, Içana, Uaupés                         | Baníwa, Wanâna, Tariâna, Tukano, Makú                      |
| 1928      | Tapajós                                          | Escavações                                                 |
| 1928–1929 | Maranhão, Goiás                                  | Apinayé, Canela, Krikatí, Krapúnkateye, Pukópüe, Guajajara |
| 1929      | Solimões                                         | Tukúna                                                     |
| 1930      | Tocantins, Maranhão                              | Apinayé, Xerênte, Kraho, Canela                            |
| 1931      | Tocantins, Maranhão                              | Apinayé, Canela                                            |
| 1932      | Tocantins                                        | Apinayé                                                    |
|           | Tapajós, Manaus                                  |                                                            |
| 1933      | Maranhão                                         | Canela                                                     |
| 1934      | Pernambuco                                       | Fulniô, Xucurú                                             |
| 1935      | Maranhão                                         | Canela                                                     |
| 1936      | Maranhão                                         | Gamela, Canela                                             |
| 1937      | Tocantins                                        | Apinayé, Xerênte                                           |
| 1938–1939 | Bahia, Minas Gerais, Espírito Santo              | Patachó, Kamakâ, Machakarí, Botocudos                      |
| 1940      | Xingu, Araguaia                                  | Gorotire, Kayapó, Machakarí, Botocudos                     |
| 1941–1942 | Solimões                                         | Tukúna                                                     |
| 1945      | Solimões                                         | Tukúna                                                     |

## Morte
Em 1943, Curt Nimuendajú é convidado pelo general Cândido Rondon para assumir a Seção de Pesquisas Etnológicas do Conselho Nacional de Proteção aos Índios. Durante as negociações, que aconteceram no Rio de Janeiro, um glaucoma no olho esquerdo quase o deixa cego. Os médicos aconselharam-no a deixar de fazer suas pesquisas de campo. Apesar do conselho médico, em 1945, ele viaja às terras ticuna, onde passa seus últimos dias de vida.
Em 10 de dezembro de 1945, Curt Nimuendajú faleceu numa aldeia dos Tukúna, perto de Santa Rita, no alto Solimões. Seus restos mortais estão sepultados no Cemitério do Redentor, em São Paulo. 
Por muito tempo, acreditou-se que a morte do etnólogo se deu por envenenamento dos próprios membros da tribo Tukúna, descontentes com o envolvimento amoroso do mesmo com uma das mulheres da tribo. Porém, com a publicação do trabalho da tese de doutorado de João Pacheco de Oliveira Jr., "O Nosso Governo - Os Tikuna e o Regime Tutelar", novas hipóteses foram levantadas.
Todas as versões reforçam a ideia de que Curt Nimuendajú foi morto pelos próprios membros da tribo Tukúna, apenas variando os motivos que resultaram no envenenamento, com exceção de apenas uma: segundo o autor, uma das possibilidades seria a de que o etnólogo teria sido morto por um civil da região, após tomar um café envenenado, devido à postura indigenista de Nimuendajú.
Apesar do levantamento da hipótese, a versão que mais circula entre os antropólogos que estudam Curt Nimuendajú e suas expedições pelo Brasil, continua sendo a primeira divulgada.